# しのいカウンティ東武
しのいカウンティ東武（しのいカウンティとうぶ）は、かつて栃木県宇都宮市篠井町にて東武グループが運営していたアウトドアレジャー施設である。

## 概要
1988年11月11日に「走る、滑る、飛ぶ、狙う」をテーマとした日本初のワイルド・アウトドア・スポーツゾーンとしてオープンした。走るとは、オフロードバギー類。滑るとは、スーパースライダーやオールシーズン可能なグラススキー。飛ぶとはパラグライダー（インストラクター付）。狙うとはレーザーガンゴルフ。このほかにもパターゴルフやニューサイクルスポーツのBMXなど、1日アクティブに遊ぶことができた。その後も設備の拡充を図り1989年（平成元年）3月25日にグランドオープンした。1995年（平成3年）度には入場者数16万4,200人を記録した。
全長1,600m、高低差54mの本格的なバギーコースが設けられ、米国チェノス社製テクニカルバギーの運転体験のほか、お手軽に楽しめるワンダーバギー（要普通運転免許）、中学生以上向けの中級コースや小学4年生以上を対象としたF1レース模擬体験など子ども向けのドライビングアイテムもそろっていた。

## アクセス
営業当時は、東武日光線下今市駅から無料送迎バスを運行していた。
車の場合東北自動車道宇都宮インターチェンジより約15分

## 跡地再利用
しのいカウンティ東武閉鎖後、1999年9月にヒーローしのいサーキットとして、敷地の一部を再利用してサーキット場として再開業していたが、2025年3月31日を以て営業終了したとWeb上に記載されている。